# 网际互联
网际互联又稱互联网络，是一種将多个计算机网络互连起来的做法 :169，这样一来，互相連接的计算机网络中的任何一对网络主机都可以交换信息，即使這對网络主机的硬件层面的网络技术有所不同。网际互联最显著的例子是互联网。:103